# Jesus Barabbas
Jesus Barabbas ist ein religionshistorischer Roman des schwedischen Autors Hjalmar Söderberg. Er erschien 1928 und hat den Untertitel Aus den Memoiren des Leutnant Jägerstam (schwedisch: Ur löjtnant Jägerstams memoarer).

## Entstehung
Schon lange hatte Hjalmar Söderberg sich für religiöse Themen interessiert. 1918 untersuchte er die Moses-Thematik im Roman Jahves eld (deutsch: JHWHs Feuer). Die Beschäftigung mit dem Neuen Testament war also nur konsequent. Söderberg selbst hat seinen tiefen Drang zur Suche nach der Wahrheit als Ursache für diese religionswissenschaftlichen Forschungen genannt.

## Handlung
Erzähler des Romans ist ein Leutnant Jägerstam, der im Kopenhagen der 1920er Jahre lebt und sich an eine frühere Existenz als Jude Ruben bar-Jona zur Zeit Jesu erinnert. Dabei berichtet er natürlich besonders von Jesus, z. B. wie dieser kurz bei seinem Vater in die Schneiderlehre ging, wie er ihn als Prediger erlebte oder wie es damals zuging, als Jesus und seine Anhänger nach dem gewalttätigen Aufruhr im Tempel von Jerusalem verhaftet und verurteilt wurden und die Menge ihn laut schreiend freibekam. Jesus wird hier also nicht gekreuzigt, denn er ist identisch mit dem bekannten Gefangenen Barabbas, dessen Vorname ja Jesus war. Gleichzeitig erzählt Jägerstam von seiner eigenen Lebensgeschichte und entwirft so ein interessantes Zeitbild, z. B. von seinen Studienjahren in Alexandria. Das Buch enthält auch eine Reihe wissenschaftlicher Gespräche, die geführt werden von den Kopenhagener Freunden Jägerstams, darunter einem abgefallenen Theologen und einem aktiven Pastor. Der Roman zeichnet sich durch den typischen Stil Söderbergs aus, einer Mischung aus Ironie und Ernsthaftigkeit.

## Rezeption
Die These, dass Jesus und Barabbas eine Person gewesen sind und Jesus gar nicht gekreuzigt wurde, hat in den schwedischen Zeitungen große Empörung und wilde Beschimpfungen hervorgerufen. Man weigerte sich, Söderbergs ernsthaftes wissenschaftliches Vorgehen anzuerkennen. 1932 folgte eine rein wissenschaftliche Bearbeitung des Themas mit dem Titel Der verwandelte Messias (schwedisch: Den förvandlade messias) und dem Untertitel Jesus Barabbas II. 1982 untersuchte Sven Lagerstedt Söderbergs Thesen anhand der neueren theologischen Fachliteratur und stellte fest, wie sehr diese ihrer Zeit voraus gewesen waren.

## Ausgaben
- Jesus Barabbas. Bonnier 1928
- Jesus Barabbas. in: Skrifter Bd. 8. Bonnier 1978.
- Jesus Barabbas. BoD 2012. ISBN 978-3-8482-0221-8. Übersetzung aus dem Schwedischen von Martin Abraham.